# Hollandse Delta

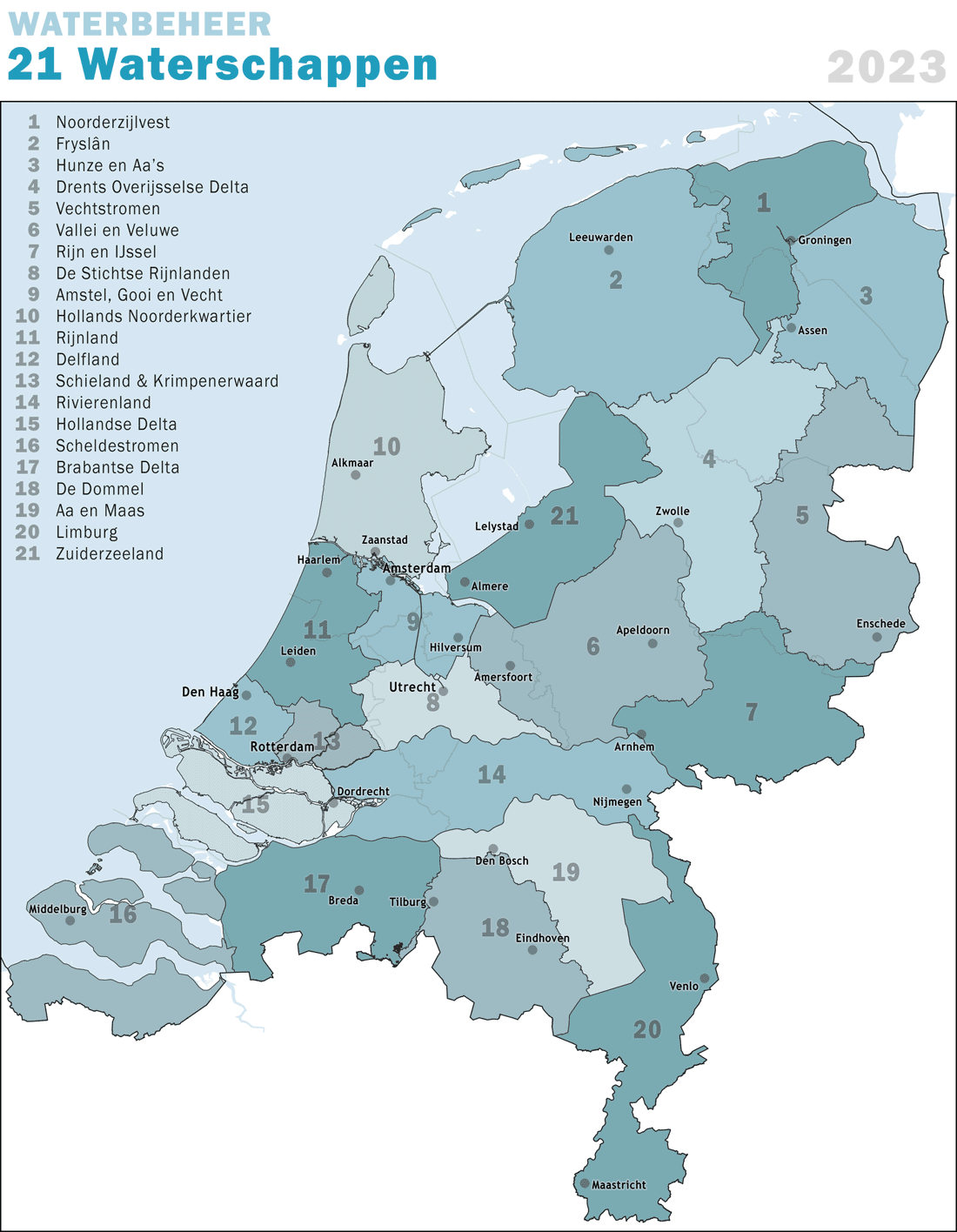
Limites des zones gérées par les 21 autorités de gestion des eaux en 2023. Y compris les limites des provinces en transparence.

Placé sous l'autorité de l'Office des eaux des Pays-Bas, l'Office des eaux du Hollandse Delta assure la gestion des eaux dans le sud-ouest de la Hollande-Méridionale.
Il s'agit de la zone située au sud de la nouvelle Meuse et le Noord et comprend l'île Goeree-Overflakkee, Hoeksche Waard, Voorne-Putten, l'île de Dordrecht, IJsselmonde, Rozenburg et l'île Tiengemeten.
Le siège de l'office est à Ridderkerk.

## Les chiffres
- superficie de 101 809 km²
- 17 municipalités
- environ 1 million de personnes
- 779 km de digues
- 1390 km de routes
- 224 kilomètres de pistes cyclables
- 279 stations de pompage
- 22 station de traitement des eaux usées
- 183 kilomètres de lignes de d’égouts
- 65 stations de pompage d'égout.